# إيرنيستو فونسيكا
إيرنيستو فونسيكا (بالإسبانية: Ernesto Fonseca)‏ هو متسابق دراجات نارية كوستاريكي، ولد في 1981.